# Mordella poeciloptera
Mordella poeciloptera es una especie de coleóptero de la familia Mordellidae.

## Distribución geográfica
Habita en (Australia).